# Mælkegang
Mælkegange er de passager inde i brystet der transporterer mælken fra mælkekirtlerne til brystvorten på en mælkeproducerende kvinde.
Hvis mælkegangen bliver tilstoppet kan der opstå brystbetændelse, hvilket kan give smertende, hævede bryster og hårde knuder i brystet, samt feber, kulderystninger, utilpashed og andre influenzalignende symptomer. Den bedste kur mod stoppede mælkegange er almindeligvis at lade barnet die så meget som muligt så den opophobede mælk i brystet kan hjælpes ud. Det kan også nødvendigt med manuel udmalkning.